# Flèche d'or (composition)
Flèche d'or est une composition de Django Reinhardt, enregistrée le 30 janvier 1952.
Bien que la composition de Miles Davis Milestones, enregistrée sur l'album du même nom en 1958, soit généralement considérée comme le premier morceau de jazz modal, Flèche d'or possède les mêmes caractéristiques, avec un seul accord par section.

## Historique
L'échec de sa tournée américaine en 1946 semble avoir affecté Django Reinhardt, qui n'enregistre rien entre le 10 mars 1948 et le 11 mai 1951, date à laquelle Decca lui propose ses studios parisiens. Il est considéré comme un peu dépassé par la nouvelle génération de musiciens français, nourris au bebop, fraîchement arrivé des États-Unis. Pourtant, Django raconte : « Un jour, je me suis fâché : j’ai commencé à jouer si vite qu’ils n’ont pas pu me suivre ! Je leur ai servi des morceaux nouveaux aux harmonies difficiles et là non plus ils n’ont pas pu me suivre ! Maintenant, ils me respectent ! »
Django Reinhardt enregistre Flèche d'or lors de sa deuxième séance pour Decca, le 30 janvier 1952, au cours de laquelle il enregistre également Keep Cool (écrit par Raymond Fol), Troublant Boléro et Nuits de Saint-Germain-des-Prés. Il est accompagné de jeunes musiciens avec lesquels il a joué fin février 1951 à la réouverture du club Saint-Germain : Roger Guérin à la trompette, Hubert Fol au saxophone alto, Raymond Fol au piano, Barney Spieler à la contrebasse et Pierre Lemarchand à la batterie. Si le groupe était alors dirigé par Hubert Fol, la session d'enregistrement est signée « Django Reinhardt et son orchestre ».
Le titre du morceau fait probablement référence au train, surnommé la Flèche d'or, reliant Paris et Londres de 1926 à 1972.
Pour Pierre Lafargue, Flèche d'or a pu inspirer le morceau Bohemia After Dark, composé par Oscar Pettiford et popularisé par Julian Cannonball Adderley. Même si le titre fait référence au Cafe Bohemia où est enregistré le groupe, la mélodie évoque celle de Django, qui lui-même s'était grimé en Bohémien dans le film La Route du bonheur.

## Analyse du morceau
Loin d'être le musicien dépassé par la nouveauté que ses jeunes contemporains imaginaient, le guitariste est en réalité en avance sur son époque. Ainsi, la structure de Flèche d'or est inhabituelle pour son époque : si elle s'approche d'une forme AABA, Django double le pont, conduisant à une forme AABBA,.
La principale innovation réside dans le fait qu'il n'utilise qu'un seul accord sur la section A, un si mineur, et un seul autre accord pour la section B, un mi septième, à une époque où les boppers ont au contraire tendance à ajouter des accords,. Ce mode de jeu est d'ailleurs si inhabituel que la section rythmique, très probablement par la faute du batteur Pierre Lemarchand, rajoute deux temps à la fin du pont pendant le solo de Django : sans progression harmonique sur laquelle se reposer, ce genre d'erreur est prévisible.
Cette innovation annonce le jazz modal, dont la naissance est généralement située en 1958, avec Milestones de Miles Davis,. Pour autant, les disques de Django ayant peu circulé aux États-Unis, il est très peu probable que Miles Davis ait eu connaissance de l'enregistrement de Flèche d'or.
On peut trouver d'autres morceaux de Django annonçant le jazz modal : Appel indirect, enregistré le 14 juin 1938, avec une forme AABA sur lequel chaque A reste sur un do septième, la section B présentant un ré  septième, chacun des accords étant abordé de façon mixolydienne. Les quatre premières mesures du pont de Douce ambiance sont jouées en la dorien. D'autres compositions ne sont ni modales ni tonales : Diminushing (1947), Impromptu (1951), Nuit de Saint-Germain-des-Prés (1951).
Le solo de Django n'est pourtant pas réellement modal, ne se fixant aucune gamme ou aucun mode, alternant jeu in et jeu out, et à certains moments frôlant même l'atonalisme. Sur la section A, il joue principalement en si mineur et si mineur harmonique, tout en intégrant des notes étrangères, comme do, sol ou fa, note avec laquelle débute le solo. Bien que l'accompagnement soit harmoniquement immobile, il joue des cadences, intégrant plusieurs phrases évoquant des II-V-I en si.

## Versions notables
Outre Django Reinhardt, quelques artistes ont également joué Flèche d'or, notamment :
- 2006 : Stéphane Wrembel, Barbes-Brooklyn
- 2006 : Biréli Lagrène et le WDR Big Band, Djangology
- 2006 : Babik Reinhardt, Babik joue Django
- 2010 : Angelo Debarre quartet, Impromptu
- 2019 : James Carter Organ trio, Live From Newport Jazz
- 2019 : Samuel Strouk, Loco Cello